# Rod Levitt
Rod Levitt (* 16. September 1929 in Portland, Oregon; † 8. Mai 2007 in Wardsboro, Vermont) war ein amerikanischer Jazzmusiker (Posaune, Komposition).

## Leben und Wirken
Levitt studierte Musiktheorie, Arrangement und Posaune an der University of Washington. Während seiner Studienzeit spielte er in lokalen Bands in Seattle, wechselte aber dann in die Band von Quincy Jones. Seinen Militärdienst verbrachte er in der 722nd Regiment Air Force Band. Anschließend ging er nach New York City, wo er bekannt wurde, als er 1956/57 Mitglied der Big Band von Dizzy Gillespie war, mit dem er durch Südamerika tourte und das Album Birk’s Works einspielte. In dieser Zeit spielte er auch als Begleitmusiker an Dinah Washingtons Fats Waller Songbook. 1958 wurde er Mitglied im Symphonieorchester der Radio City Music Hall, arbeitete aber auch als Studiomusiker. 1959 wirkte er an Gil Evans’ Album Great Jazz Standards für Pacific Jazz mit. Um 1960 spielte er an der Seite von Melba Liston im Posaunensatz der Bigband von Quincy Jones (The Quintessence), außerdem bei Oliver Nelson.
Anfang der 1960er Jahre bildete Levitt außerdem ein eigenes Oktett, das aus Studiomusikern bestand und dem u. a. der Pianist Sy Johnson und die Trompeter Rolf Ericson oder Bill Berry angehörten. Die Formation gab mehrere Konzerte und nahm vier Alben auf, die inzwischen vergriffen sind. Sie enthielten vor allem von Levitt komponiertes oder arrangiertes Material mit stilistischen Einflüssen von Gil Evans, Charles Mingus und dem Jazz der 1920er-Jahre. Im Bereich des Jazz war er laut Tom Lord zwischen 1956 und 1996 an 47 Aufnahmesessions beteiligt, in späteren Jahren noch mit The All-Star Trombone Spectacular sowie mit Chuck Israels & The National Jazz Ensemble.  Er komponierte aber auch für Film, Fernsehen und Werbung. Für seine Werbejingles arbeitete er mit Mahalia Jackson oder Rahsaan Roland Kirk zusammen.
Levitt war seit 1962 verheiratet.

## Diskographische Hinweise
- RCA Victor Jazz Workshop: The Arrangers (RCA, 1956–65). Die Kompilation enthält vor allem Gil Evans’ und George Russells Arbeiten für Hal McKusick und eine Session unter der Leitung von Johnny Carisi; außerdem fünf Titel des Rod Levitt Oktetts, z. B. Morning in Montevideo, Mr. Barrelhouse und Holler No.3.
- Dynamic Sound Patterns (Prestige/OJC, 1963) mit Rolf Ericson, Buzz Renn, George Marge, Gene Allen, Sy Johnson, John Beal, Ronnie Bedford
- 42Nd Street (RCA Vioctor, 1966)